# Ibizenkisch
Ibizenkisch (katalan. eivissenc, span. ibicenco) ist der auf den zur Inselgruppe der Balearen gehörenden Mittelmeerinseln Ibiza und Formentera gesprochene Dialekt des Katalanischen. Er ähnelt dem Mallorquinischen (mallorquí) und Menorquinischen (menorquí), weshalb man diese Varietäten zusammenfassend auch Balearisch nennt. Der eivissenc de vila („Stadt-Ibizenkisch“) genannte Dialekt, der in der Stadt Ibiza auf Ibiza gesprochen wird, unterscheidet sich von dem eivissenc pagès genannten Dialekt, der auf dem Land und auf Formentera gesprochen wird. Auf Formentera bezeichnet man die dortige Varietät des Ibizenkischen auch als formenterer („Formenterisch“).